# Emu
Pour les articles homonymes, voir Emu (homonymie).
L'Emu, ou Emu - Austral Ornithology, est la publication officielle de Birds Australia (anciennement la Royal Australasian Ornithologists Union). La revue publie des articles sur toutes les facettes de la biologie des oiseaux vivants dans l'hémisphère sud, et plus particulièrement sur la conservation des oiseaux. L'emblème de la société Birds Australia est l’émeu d'Australie (Emu en anglais).